# The Strokes
The Strokes er en amerikansk rockgruppe fra New York.
Gruppen har fem medlemmer: Julian Casablancas (vokal), Albert Hammond, Jr. (guitar), Nick Valensi (guitar), Nikolai Fraiture (bas) og Fabrizio Moretti (tromme).
Gruppens ene guitarist, Albert Hammond jr., er søn af Albert Hammond der bl.a. havde hittet "It Never Rains In Southern California". Albert Hammond jr. har også udsendt et solo album med titlen "Yours to Keep". Gruppens forsanger og sangskriver, Julian Casablancas, har ligeledes udsendt et soloalbum kaldt Phrazes For the Young.
Gruppen blev med udgivelsen af deres første album, Is This It (2001), kronet som "de nye konger af rockmusik" af magasinet Rolling Stone. Senere hen har har gruppen haft utrolig stor succes, specielt i England.
I oktober 2005 kom den første single, "Juicebox", fra bandets album First Impressions of Earth (udgivet den 2. januar 2006). "Juicebox" blev bandets hidtil største hit.[kilde mangler]
The Strokes har inspireret utrolig mange rockbands bl.a. The Libertines

## Diskografi
- Is This It – Album (2001)
- Room On Fire – Album (2003)
- First Impressions of Earth – Album (2006)
- Angles – Album (2011)
- Comedown Machine - Album (2013)
- The New Abnormal - Album (2020)